# Henry Bathurst, 3.º Conde Bathurst
Henry Bathurst, 3.º Conde Bathurst KG PC (22 de maio de 1762 - 27 de julho de 1834) foi um nobre e político britânico.
Henry Bathurst foi ministro sob Jorge IV do Reino Unido, e um dos Tories mais exaltados. Nomeado Secretário de Estado da Guerra e das Colônias em 1809, fundou diversas instituições, que suportaram o seu nome. Em 1815, foi nomeado pelo primeiro-ministro Lord Liverpool como responsável pela detenção de Napoleão Bonaparte para a ilha de Santa Helena e nomeou Hudson Lowe para a tarefa de governador militar da ilha e carcereiro do cativo ilustre durante o tempo deste cativeiro.
Ele era o Lord President of the Council no governo do duque de Wellington (1828-1830), e favoreceu a Emancipação Católica, mas foi um oponente resistente do Reform Act 1832.
Ele foi o único convidado civil de Wellington para comemorar a vitória britânica em Waterloo todos os anos na casa do Duque, a Apsley House, em Londres.
Após a queda do governo conservador, ele retirou-se para sua propriedade em Cirencester, no oeste da Inglaterra, e lá ele morreu em 1834 aos 72 anos. Ele foi enterrado no jazigo da família.